# Frankie Lymon
Frankie Lymon, né Franklin Joseph Lymon le 30 septembre 1942 à  New York et mort le 27 février 1968 dans la même ville, était un chanteur américain des années 1950 et 1960, connu pour avoir été membre du groupe The Teenagers de 1954 à 1957.

## Biographie

### Les premières années
Frankie Lymon nait à Harlem à New York, d'un père qui travaillait comme chauffeur de camion et d'une mère comme femme de ménage. La mère et le père de Lymon, Howard et Jeanette Lymon, chantaient également dans un groupe de gospel connu sous le nom de Harlemaires ; Frankie Lymon et ses frères, Lewis et Howie, chantaient très jeunes avec les Harlemaires Junior (un autre frère de Lymon, Timmy, était chanteur, mais ne faisait pas partie de ce groupe). Lymon commença à travailler comme garçon d'épicerie à dix ans.

### Carrière avec The Teenagers
En 1954, Lymon découvrit à l'âge de 12 ans un groupe local de doo-wop connu comme The Coupe de Villes à un spectacle dans une l'école de talents. Le groupe composé de Herman Santiago, Joe Negroni, Sherman Games  et Jimmy Merchant, Frankie se lia d'amitié avec le chanteur du groupe, Herman Santiago, et il finit par devenir membre du groupe, qui se fit appeler The Ermines puis The Premiers. Dennis Jackson, originaire de Columbus en Géorgie, fut l'une des principales influences de Lymon et fit don personnel de 500 dollars, ce qui permit de lancer la carrière de Lymon.
Un jour, en 1955, un voisin donna au groupe plusieurs lettres d'amour qui lui avaient été écrites par sa petite amie, de manière à donner aux jeunes garçons l'inspiration pour écrire leurs propres chansons. Merchant et Santiago adaptèrent l'une des lettres dans une chanson intitulée Why Do Fools Fall in Love. Le groupe changea de nom et se nomma The Teenagers et obtint leur premier moment de gloire après avoir impressionné le chanteur Richard Barrett. Barrett décrocha pour le groupe une audition avec le producteur de disques George Goldner. Le jour de l'audition du groupe, Santiago, le chanteur d'origine, était absent. Lymon proposa à Goldner de chanter lui-même la partie de la chanson, originellement distribuée à Santiago, Lymon connaissant par cœur toute la chanson puisqu'il avait aidé Santiago et Merchant à écrire les paroles. Le succès fut au rendez-vous et Goldner fit signer le groupe chez le label Gee Records, et le titre Why Do Fools Fall in Love devint le premier single du groupe en janvier 1956, faisant de Lymon le chanteur principal. Le single culmina à la 6e sur le Billboard Singles Pop Charts et en tête du Billboard R&B Singles pendant cinq semaines. Cinq autres singles du groupe avec Lymon se classèrent dans le Top 10 R&B sur l'année suivante : I Want You To Be My Girl (atteignant la 13e place sur le Billboard Hot 100 sur le plan national), I Promise To Remember, Who Can Explain?, Out in the Cold Again et The ABC's of Love. Aussi, d'autres tubes I Am Not a Juvenile Delinquant et Baby Baby furent principalement chantés par Lymon. Un premier album, The Teenagers featuring Frankie Lymon, fut publié en décembre 1956 mais fut le seul album original du groupe avec Lymon.

### Carrière en solo
Au début de l'année 1957, Lymon se sépara du groupe après une tournée en Europe. Lors d'un engagement au London Palladium, Goldner fit travailler Lymon en solo en lui donnant des tâches pendant les spectacles donnés. Lymon avait commencé à chanter sur les titres attribués au groupe The Teenagers, Goody Goody et Création of Love, mais qui étaient en fait des enregistrements en solo de Lymon. Par ailleurs, un album studio en cours intitulé Frankie Lymon & The Teenagers at London Palladium fut finalement considéré comme un album solo de Lymon. Ce dernier quitta officiellement le groupe en septembre 1957.
En tant qu'artiste solo, Lymon n'eut pas autant de succès que quand il fut aux côtés des Teenagers ; de même pour le groupe désormais réduit à ses quatre membres originaux. Après son deuxième album solo My Girl, Lymon signa chez Roulette Records. Le 19 juillet 1957, un épisode du spectacle The Big Beat d'Alan Freed  fut diffusé en direct sur ABC TV dans lequel Lymon commença à danser avec une jeune adolescente blanche de son âge lors d'une performance, ce qui causa un scandale en particulier chez les sous-propriétaires de stations de télévision dans certains états ségrégationistes ; la diffusion de The Big Beat fut alors annulée,. Les ventes de disques de Lymon diminuèrent fortement, le public inhabitué par la changement de sa voix ; Lymon mûrit, passant de la voix soprano à une voix un peu plus grave, mais il reprit rapidement ses activités tout en adoptant une voix de fausset et eut un vif succès en interprétant une chanson intitulée Little Bitty Pretty One, une reprise de Bobby Day, qui culmina à la 58e place sur le classement Hot 100 Pop en 1960, et qui avait effectivement été enregistrée en 1957. Mais devenu dépendant de l'héroïne à 15 ans, Lymon perdit ses habitudes encore une fois et sa carrière d'interprète déclina rapidement. Il révèlera bien plus tard être entré dans la drogue par une femme faisant deux fois son âge lors d'une interview avec le magazine Ebony en 1967. En 1961, la maison de disque Roulette Records, maintenant dirigée par Morris Levy, mit fin à son contrat avec Lymon et le chanteur fut inscrit à un programme de désintoxication. Après s'être séparé de Lymon, le groupe The Teenagers accueillit une série de chanteurs en remplacement, dont le premier qui fut Billy Lobrano. En 1960, un autre membre Howard Kenny Bobo fut le chanteur principal sur un titre du groupe, Tonight's The Night ; plus tard à la année, Johnny Houston prit le relais sur deux autres chansons. Les membres originaux du groupe, qui avaient été déplacés par Morris Levy chez End Records, se réunirent brièvement avec Lymon en 1965, sans grand succès.

### Vie sociale

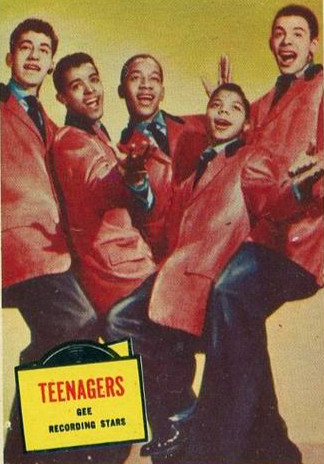
Photo promotionnelle de 1957 de Frankie Lymon (deuxième à droite) avec The Teenagers

Au cours des années suivantes, Lymon lutta grâce à des accords de courte durée avec les grands labels 20th Century Fox Records et Columbia Records vers 1963 et 1964. Par ailleurs, Frankie Lymon, devenu adulte, commença une relation amoureuse avec une femme nommée Elizabeth Waters, qui devint sa première femme en janvier 1964 et la mère de son premier et unique enfant, une petite fille nommée Francine mais qui mourut deux jours après sa naissance à l'hôpital Lenox Hill. Le mariage entre Lymon et Waters était illégal car Waters était encore mariée à son premier mari. Après ce mariage échoué, il déménagea à Los Angeles au milieu en 1965, où il commença une autre relation amoureuse avec Zola Taylor, un membre du groupe légendaire The Platters. Taylor affirma avoir épousé Lymon au Mexique en 1965, bien que leur relation eusse pris fin quelques mois plus tard, et cela dû à la consommation de drogue excessive de Lymon. À la même période, ce dernier entra dans l'armée à Fort Gordon, basé en Géorgie, près d'Augusta. En 1967, Lymon épousa une autre femme, Elmira Eagle, avec qui il restera en couple jusqu'à sa mort.

### Décès
Début 1967, Lymon retourna à New York et signa un contrat avec un petit label Big Apple du gestionnaire Sam Bray, et le chanteur revint dans la musique. La maison de disque Roulette Records exprima son intérêt de sortir les œuvres de Lymon en collaboration avec Big Apple et avait prévu une session d'enregistrements pour le 28 février. Une grande promotion fut organisée avec CHO Associates, appartenant à des personnalités de la radio Frankie Crocker, Herb Hamlett et Eddie O'Jay. Lymon, restant à la maison de sa grand-mère à Harlem où il avait grandi, célébra sa bonne fortune en prenant de l'héroïne ; il était resté sobre depuis son entrée à l'armée trois ans plus tôt. Mais le 27 février 1968, Lymon fut retrouvé mort dans la salle de bain dans la maison chez sa grand-mère ; cette mort fut causée par une overdose d'héroïne,,. Il était âgé de 25 ans. Lymon fut enterré au cimetière catholique Saint Raymond dans la section Throggs Neck du Bronx à New York, dans l'État de New York.
Les titres I'm Sorry and Seabreeze, furent les seules chansons de Lymon, enregistrées sous Big Apple avant sa disparition.

## Postérité
Bien que leur succès fut de courte durée, Frankie Lymon et The Teenagers ont inspiré divers artistes de rock et de R&B qui les ont suivis. On peut citer les artistes influencés comme Ronnie Spector, Diana Ross (qui reprendra plus tard le titre Why Do Fools Fall In Love), The Chantels, The Temptations, Smokey Robinson, Len Barry, et les Beach Boys, entre autres,. Les artistes les plus inspirés et dérivés de Lymon ainsi que le style des Teenagers sont les Jackson Five et son chanteur et sa future superstar Michael Jackson. Le fondateur de la Motown, Berry Gordy, utilisait beaucoup le style de musique similaire à Frankie Lymon et aux Teenagers pour les Jackson 5. Les Teenagers sont soupçonnés d'être le modèle d'origine pour la plupart des autres groupes de la Motown que Gordy produisait.
Un des frères de Lymon, Lewis a lui aussi été membre de groupe The Teenagers dans les années 1980.
Un film existe sur Frankie Lymon Ménage à quatre (Why Do Fools Fall in Love en anglais), film biographique sorti en 1998 et réalisé par Gregory Nava, également directeur du biopic Selena. Il s'agit d'une version comique et romancée de l'histoire de Lymon, des points de vue de ses trois femmes dans leur combat devant les tribunaux pour les droits à sa succession. Le film est principalement joué par les stars de cinéma tels que : Larenz Tate jouant le rôle de Frankie Lymon, Halle Berry pour le rôle de Zola Taylor, Vivica A. Fox pour celui d'Elizabeth Waters et Lela Rochon pour celui d'Elmira Eagle. Le film n'a pas été un grand succès commercial et a reçu un accueil mitigé ; cependant, le film a rapporté un total de 12 461 773 dollars par la box office.
Frankie Lymon est introduit avec The Teenagers au Rock and Roll Hall of Fame en 1993 ainsi qu'au Vocal Group Hall of Fame en 2000.

## Discographie

### En solo
| Année        | Titre                                           | Label                    | Catalogue      |              |
| Album studio | Album studio                                    | Album studio             | Album studio   | Album studio |
| ------------ | ----------------------------------------------- | ------------------------ | -------------- | ------------ |
| 1957         | Frankie Lymon at the London Palladium           | Roulette Records         | Roulette 25013 |              |
| 1958         | Rock & Roll with Frankie Lymon                  | Roulette Records         | Roulette 25036 |              |
| 1994         | Complete Recordings                             | Bear Family              | ?              |              |
| Singles      |                                                 |                          |                |              |
| 1957         | My Girl / So Goes My Love                       | Roulette Records         | Roulette 4026  |              |
| 1957         | Little Girl / It's Christmas Once Again         | Roulette Records         | Roulette 4035  |              |
| 1958         | Thumb Thumb / Foosteps                          | Roulette Records         | Roulette 4044  |              |
| 1958         | Portable on My Shoulder / Mama Don't Allow It   | Roulette Records         | Roulette 4068  |              |
| 1958         | Only Way to Love / Melinda                      | Roulette Records         | Roulette 4093  |              |
| 1959         | Up Jumped a Rabbit / No Matter What You've Done | Roulette Records         | Roulette 4128  |              |
| 1959         | Goody Good Girl / I'm Not Young To Dream        | Gee Records              | Gee 1052       |              |
| 1960         | Little Bitty Pretty One / Creation of Love      | Roulette Records         | Roulette 4257  |              |
| 1960         | Buzz Buzz Buzz / Waitin' in School              | Roulette Records         | Roulette 4283  |              |
| 1960         | Jailhose Rock / Silouhettes                     | Roulette Records         | Roulette 4310  |              |
| 1961         | Change Partners / So Young (And So in Love)     | Roulette Records         | Roulette 4348  |              |
| 1961         | Young / I Put the Bomp                          | Roulette Records         | Roulette 4391  |              |
| 1964         | To Each His Own / Teacher, Teacher              | 20th Century Fox Records | ?              |              |
| 1964         | Somewhere / Sweet and Lovely                    | Columbia Records         | ?              |              |
| 1969         | I'm Sorry / Seabreeze                           | Big Apple                | ?              |              |

### Avec The Teenagers
| Année        | Titre                                            | Classement R&B Chart | Label        | Catalogue    |              |              |              |              |
| Album studio | Album studio                                     | Album studio         | Album studio | Album studio | Album studio | Album studio | Album studio | Album studio |
| ------------ | ------------------------------------------------ | -------------------- | ------------ | ------------ | ------------ | ------------ | ------------ | ------------ |
| 1956         | The Teenagers Featuring Frankie Lymon            | -                    | Gee Records  | Gee 701      |              |              |              |              |
| Singles      |                                                  |                      |              |              |              |              |              |              |
| 1956         | Why Do Fools Fall in Love / Please Be Mine       | 1                    | Gee Records  | Gee 1002     |              |              |              |              |
| 1956         | I Want You to Be My Girl / I'm Not a Know-It-All | 3                    | Gee Records  | Gee 1012     |              |              |              |              |
| 1956         | I Promise to Remember / Who Can Explain          | 10 et 7              | Gee Records  | Gee 1018     |              |              |              |              |
| 1956         | The ABC's of Love / Share                        | 8                    | Gee Records  | Gee 1022     |              |              |              |              |
| 1957         | I'm Not a Juvenile Delinquent / Baby, Baby       | -                    | Gee Records  | Gee 1026     |              |              |              |              |
| 1957         | Teenage Love / Paper Castles                     | -                    | Gee Records  | Gee 1032     |              |              |              |              |
| 1957         | Love Is a Clown / Am I Fooling Myself Again      | -                    | Gee Records  | Gee 1035     |              |              |              |              |
| 1957         | Out in the Cold Again / Miracle in the Rain      | 10                   | Gee Records  | Gee 1035     |              |              |              |              |
| 1957         | Goody Goody / Creation of Love                   | -                    | Gee Records  | Gee 1039     |              |              |              |              |

## Filmographie
Film (bande originale)
- 1956 - Rock, Rock, Rock! (The Teenagers avec Chuck Berry, The Moonglows et The Flamingos)

Film d'hommage
- 1998 - Why Do Fools Fall in Love (Halle Berry, Vivica A. Fox, Lela Rochon et Larenz Tate)